# BKK Provita
Die BKK Provita (Eigenschreibweise ProVita) ist eine deutsche Krankenkasse und als solche Träger der gesetzlichen Krankenversicherung aus der Gruppe der Betriebskrankenkassen. Sie hat ihren Sitz in München.

## Geschichte

Ehemaliges Logo bis September 2014

Am 1. Oktober 2003 wurde die BKK A.T.U gegründet. Am 1. Januar 2009 fusionierte sie mit der bereits in Bürogemeinschaft geführten PBK – Die persönliche BKK und der enercity BKK Stadtwerke Hannover AG und öffnete sich deutschlandweit. Am 1. Oktober 2014 erfolgte die Umbenennung in BKK ProVita.
Fusionen
| 1. Januar 2009 | - PBK – Die persönliche BKK (Dachau) - enercity BKK Stadtwerke Hannover AG (Hannover)   |
| 1. Januar 2012 | BKK Schott-Rohrglas (Mitterteich)                                                       |
| 1. Januar 2013 | Betriebskrankenkasse der Schwesternschaft München vom Bayerischen Roten Kreuz (München) |
| 1. Januar 2016 | BKK family (Wiesbaden)                                                                  |

Die 2009 in die BKK A.T.U eingegliederte Die Persönliche BKK geht zurück auf den im Jahr 1862 gegründeten Kranken-Unterstützungsverein der München-Dachauer-Aktiengesellschaft für Maschinen-Papier-Fabrikation. Am 1. Januar 1885 trat die Trennung zwischen betrieblicher Krankenkasse und Pensionskasse in Kraft. Die gesetzliche Betriebskrankenkasse wurde in die Fabrik-Kranken-Kasse der München-Dachauer Actien-Gesellschaft für Maschinenpapierfabrikation in München überführt. Bis 1996 blieb sie die Betriebskrankenkasse der MD Papierfabriken in Dachau. Ab Januar 1994 wurde die Kasse umbenannt in PBK – Die persönliche Betriebskrankenkasse und zum 1. Januar 1996 wurde sie von den MD Papierfabriken losgelöst und bayernweit geöffnet.
Frühere Fusionen der PBK
| 1. Mai 1998      | BKK Buchtal (Schwarzenfeld)                                                      |
| 1. November 1998 | BKK Annawerk (Rödental)                                                          |
| 1. Januar 2006   | BKK Akzent (Ingolstadt)                                                          |
| 1. Januar 2008   | - BKK Provita (Nürnberg) - BKK Waldrich Coburg (Coburg) - BKK Oechsler (Ansbach) |

Ende Februar 2022 meldete die BKK Provita besonders hohe Zahlen von schweren Nebenwirkungen bei Impfungen gegen SARS-CoV-2 von bis zu 3 % der während der COVID-19-Pandemie Geimpften. Dirk Heinrich vom NAV-Virchow-Bund kritisierte diese Aussage im Ärzteblatt, weil z. B. der Abrechnungscode U12.9 „nicht näher bezeichnete unerwünschte Nebenwirkungen bei der Anwendung von Covid-19-Impfstoffen“ mitgezählt wurde. Heinrich, der selbst Leiter eines Impfzentrums in den Hamburger Messehallen war, sagte dazu weiter: „Diese undifferenzierte Schwurbelei passt aber ganz offensichtlich in das Markenimage der Kasse, die mit Homöopathie und Osteopathie als Satzungsleistungen wirbt und sich selbst als ‚veggiefreundlichste Krankenkasse‘ tituliert. Offenbar will man vor allem Werbung in der impfkritischen Klientel machen.“ Der Heidelberger Virologe Hans-Georg Kräusslich bemängelte: „Man darf nicht einfach potenziell lebensbedrohliche Nebenwirkungen behaupten, ohne in irgendeiner Form darzulegen, was man meint.“ Der verantwortliche Datenanalyst Tom Lausen, Co-Autor des Buches Die Intensiv-Mafia: Von den Hirten der Pandemie und ihren Profiten, soll sich im impfkritischen Querdenker-Umfeld bewegen.
Andreas Schöfbeck, der schon im Januar 2021 das Vorwort für das impfkritische Buch „Corona Impfstoffe. Rettung oder Risiko?“ von Clemens Arvay schrieb und Verfasser des kritisierten Artikels war, wurde am 1. März 2022 fristlos entlassen.
Die BKK ProVita lehnt nach eigenen Angaben eine Vereinnahmung durch die sogenannte „Querdenker“-Bewegung deutlich ab.